# Józefa
Józefa – żeński odpowiednik imienia Józef.
Józefa imieniny obchodzi:
- 21 stycznia, jako wspomnienie bł. Józefy Marii od św. Agnieszki[1]
- 14 lutego[2][3][4]
- 24 lutego, jako wspomnienie bł. Józefy Naval Girbès
- 19 marca, jako wspomnienie św. Józefa, Oblubieńca NMP
- 20 marca, jako wspomnienie św. Marii Józefy Sancho de Guerra[5]
- 20 maja, jako wspomnienie bł. Henryki Józefy Stenmanns[6]
- 4 września, jako wspomnienie bł. Józefy Chrobot, polskiej zakonnicy i męczennicy
- 22 września, jako wspomnienie bł. Józefy Moscardo Montalby, jednej z 233 męczenników z Walencji[7]
- 3 października[3][2][4]
- 18 listopada, jako wspomnienie bł. Józefy Marii Barrera y Izaguirre, jednej z męczennic hiszpańskich – wizytek[8]
- 7 grudnia, jako wspomnienie św. Marii Józefy Rosello[9].

## Osoby o imieniu Józefa
- Józefa Bąkowska – polska poetka, nowelistka i publicystka
- Józefa Bogusz-Dzierżkowa – polska rolniczka, działaczka ruchu ludowego
- Józefa Bramowska – senator Rzeczypospolitej Polskiej w latach 1929–1930 i w 1935
- Józefa Czerniawska – polska biegaczka narciarska
- Józefa Katarzyna Dadak-Kozicka – etnomuzykolog, antropolog kultury
- Józefa Hałacińska – polska zakonnica rzymskokatolicka
- Józefa Hennelowa – polska dziennikarka
- Józefa Hrynkiewicz – polska specjalistka polityki społecznej
- Józefa Joteyko – psycholog, fizjolog, pedagog
- Józefa Kisielnicka – polska powieściopisarka
- Józefa Kobylińska – profesor, polonistka
- Józefa Ledwig – polska siatkarka, dwukrotna brązowa medalistka olimpijska
- Józefa Lis-Błońska – polska działaczka niepodległościowa i społeczna
- Józefa Piasecka – aktorka i dyrektorka teatrów prowincjonalnych
- Józefa Radzymińska – poetka, pisarka polska
- Józefa Rostkowska – uczestniczka powstania listopadowego
- Józefa Singer – polska pielęgniarka, pierwowzór Racheli z Wesela Wyspiańskiego
- Józefa Styrna – polska biolożka
- Józefa Szczurek-Żelazko – polska pielęgniarka, menedżer zdrowia, polityk i działaczka samorządowa
- Maria Józefa Antonina Wittelsbach – cesarzowa cesarstwa niemieckiego
- Józefa Wójcicka – polska aktorka teatralna i śpiewaczka operetkowa